# Frank Major
Frank Major, pseudonimo di Ferenc Mayer (Budapest, 3 ottobre 1970), è un attore pornografico ungherese.

## Biografia
Ha esordito nel 1998, anno in cui appare in 4 film, come Eva più che mai (con la partecipazione di Éva Henger), accanto all'interprete Dororthy Black, Cuntry Club, Private Deluxe 1 e Private Triple X Files 12: Eat Up. Da quel momento parteciperà a 358 produzioni come interprete. Dal 2005 è anche regista: ha diretto 75 video.

## Filmografia

### Attore
- Eva più che mai (1998)
- Pirate Deluxe 1: Xtreme Desires (1998)
- Private Gold 33: Cuntry Club (1998)
- Private Triple X Files 11: Jennifer (1998)
- Private Triple X Files 12: Eat Up (1998)
- Silvia's Spell 2 (1998)
- Teeny Exzesse 55: Bizarre Visionen (1998)
- 2 on 1 1 (1999)
- 2 on 1 3 (1999)
- Amanda's Diary 3 (1999)
- Anal Babes of Budapest (1999)
- Arrogance: No Limits (1999)
- Big Babies in Budapest 3 (1999)
- Clinic (1999)
- Consigli per gli acquisti (1999)
- Debauchery 3 (1999)
- Debauchery 4 (1999)
- Debauchery 5 (1999)
- Devil in the Flesh (1999)
- Eredità perversa (1999)
- Eternal (1999)
- Euro Angels 15: Can Openers (1999)
- Euro Angels 16: Filling The Void (1999)
- Euro Angels 17: Behind in Their Work (1999)
- Euro Babes 3 (1999)
- Euro Hard Riders 4 (1999)
- Filles modèles à l'essai 5 (1999)
- Junge Debutantinnen 10: Zum Fruhstuck zarte Pflaumchen (1999)
- Lingerie (1999)
- Pathos (1999)
- Pickup Lines 44 (1999)
- Plaisir diabolique (1999)
- Private Gold 38: Network (1999)
- Private XXX 2 (1999)
- Private XXX 4 (1999)
- Private XXX 7 (1999)
- Quelle Brave Ragazze (1999)
- Rocco's True Anal Stories 4 (1999)
- Safe Sex (1999)
- Sex Shot (1999)
- Sex Sliders (1999)
- Tease (1999)
- Uranus Experiment 1 (1999)
- Uranus Experiment 3 (1999)
- Video Adventures of Peeping Tom 20 (1999)
- Voyeur 15 (1999)
- Blonds On Fire (2000)
- Blue Danube (2000)
- Buttman's Big Tit Adventure 5 (2000)
- Call Girl (2000)
- Confine (2000)
- Doom Fighter 1: Trip to Zolt's World (2000)
- Euro Hard Riders 5 (2000)
- Fresh Meat 9 (2000)
- Geil mit 40 3 (2000)
- Happy Birthday (2000)
- Hustler XXX 1 (2000)
- Jekyll and Hyde (2000)
- Ospizio della Vergogna (2000)
- Pickup Lines 47 (2000)
- Private XXX 8 (2000)
- Superfuckers 2 (2000)
- Thighs Wide Shut (2000)
- Virginia's Story (2000)
- Voyeur 16 (2000)
- High Octane 3 (2001)
- Holiday In and Out (2001)
- Private Life of Bettina (2001)
- Private Life of Monique Covet (2001)
- Pulp (2001)
- Scacco alla Regina (2001)
- Uomini Preferiscono Selen (2001)
- Private Castings X 35 (2002)
- Private Castings X 39 (2002)
- Private Castings X 41 (2002)
- Superfuckers 15 (2002)
- Superfuckers 19 (2002)
- A Simple Love Story (2003)
- Anal Seduction 1 (2003)
- Intensities In 10 Cities 1 (2003)
- Letterine senza mutandine (2003)
- Pleasures of the Flesh 6 (2003)
- Private Life of Laura Angel (2003)
- Private Reality 17: Anal Desires (2003)
- Relazioni perverse nella scuola del peccato (2003)
- Sex And Guns (2003)
- Voyeur's Favorite Blowjobs And Anals 7 (2003)
- Young Girls in Lust 2 (2003)
- Ass Traffic 63 (2004)
- Black Out (2004)
- Crack Her Jack 3 (2004)
- Destino (2004)
- Ebony Dreams (2004)
- Exxxtraordinary Euro Babes 1 (2004)
- Faccio tutto (2004)
- First Class Euro Sluts 3 (2004)
- Gent 1 (2004)
- Guten Morgen Deutschland (2004)
- Leg Action 1 (2004)
- Lusty Legs 3 (2004)
- Modern History (2004)
- Mr. Pervers (2004)
- Planting Seeds 1 (2004)
- Pleasures of the Flesh 8 (2004)
- Private Reality 21: Fuck Me (2004)
- Private Reality 23: Cum (2004)
- Private Sports 6: Soccer Girls (2004)
- Sesso Facile (2004)
- Solution (2004)
- Swank XXX 1 (2004)
- Take Me Ass I Am (2004)
- Ten Little Piggies 5 (2004)
- Tentazione (2004)
- Three for All 4 (2004)
- Three for All 5 (2004)
- Veniteci dietro (2004)
- 2 on 1 21 (2005)
- Anal Asspirations 1 (2005)
- Anal Asspirations 2 (2005)
- Ass Jam (2005)
- Assman 28 (2005)
- Attrazione di Donna (2005)
- Blistering Blowjobs 7 (2005)
- College Girl Revenge (2005)
- Cum on My Face 2 (2005)
- Diamond Girl 2 (2005)
- DP Fever 1 (2005)
- DP Fever 2 (2005)
- Exxxtraordinary Euro Babes 3 (2005)
- Exxxtraordinary Euro Babes 4 (2005)
- Exxxtraordinary Euro Babes 5 (2005)
- Fassinating 1 (2005)
- Filled To The Rim 1 (2005)
- Finalmente Sandy (2005)
- Fotomodelle anali (2005)
- Frame (2005)
- Fresh Meat 20 (2005)
- Gang Me Bang Me 5 (2005)
- Gangbang Auditions 15 (2005)
- Gooey Buns 15 (2005)
- Gossip Sex (2005)
- Hardcore Fever 1 (2005)
- Hotel LuXXXury (2005)
- Internal Violations 3 (2005)
- Just 18 2 (2005)
- Lost Pleasure (2005)
- Mayfair's Private Practice (2005)
- Ossessione (2005)
- Pick and Fuck (2005)
- Pirate Fetish Machine 21: Vice for Vice (2005)
- Pleasures of the Flesh 10 (2005)
- Pleasures of the Flesh 11 (2005)
- Pleasures of the Flesh 12 (2005)
- Pornochic 8: Jessica (2005)
- Private Penthouse Greatest Moments 1 (2005)
- Private Tropical 17: Fantasy Lagoon (2005)
- Probe My Ass 3 (2005)
- Raw Sex Trio 2 (2005)
- Regola del Sospetto (2005)
- Russian Institute: Lesson 5 (2005)
- Sandy's Girls 2 (2005)
- Secret Passions 2 (2005)
- Sex Rebels (2005)
- Swank Extreme 1 (2005)
- Swank Extreme 2 (2005)
- Swank XXX 2 (2005)
- Swank XXX 3 (2005)
- Swank XXX 4 (2005)
- Swank XXX 5 (2005)
- Thassit 1 (2005)
- Thassit 2 (2005)
- Thassit 3 (2005)
- Thassit 4 (2005)
- Thassit 5 (2005)
- That's a Mouth Full (2005)
- Two Sisters (2005)
- Unfaithfully Yours (2005)
- Veronica Da Souza (2005)
- White-Hot Nurses 7 (2005)
- White-Hot Nurses 8 (2005)
- White-Hot Nurses 9 (2005)
- XXX Homemovies (2005)
- XXX Teens 1 (2005)
- XXX Teens 2 (2005)
- Anal Asspirations 3 (2006)
- Anal Empire 1 (2006)
- Anale da urlo (2006)
- Ass Reamers 2 (2006)
- Asscore 1 (2006)
- Asses Up 1 (2006)
- Code Name Mata Hari 1 (2006)
- Code Name Mata Hari 2 (2006)
- Cotton Panties 2 (2006)
- Crack Her Jack 5 (2006)
- Cream My Pie 1 (2006)
- Cream My Pie 2 (2006)
- Cream Pie Perfection (2006)
- Cum Crazy Teens 3 (2006)
- Cum Fever 1 (2006)
- Cum Sucking Sluts 3 (2006)
- Desires of the Innocent 4 (2006)
- Double Delight 3 (2006)
- Double Dynamite 1 (2006)
- Double Play (2006)
- Erocity 1 (2006)
- Erocity 2 (2006)
- Erocity 3 (2006)
- Fassinating 3 (2006)
- Fassinating 4 (2006)
- Filthy Teens 1 (2006)
- Footsie Babes 1 (2006)
- Gang Up 2 (2006)
- Hardcore Fever 2 (2006)
- Hot Legs and Feet (2006)
- It's the Girl Next Door (2006)
- Just 18 8 (2006)
- Just 18 9 (2006)
- Lethal Ladies (2006)
- Loaded – The Pissing and Fisting Adventure (2006)
- Lust Fever (2006)
- Madame Corsage und Ihre Matressen (2006)
- Mike In Action (2006)
- Open Air Pleasure (2006)
- Pirate Fetish Machine 23: Lost Girls (2006)
- Pornochic 10: Oksana (2006)
- Pornochic 11: Sophie (2006)
- Pornochic 13: Suzie (2006)
- Priscila's Initiation (2006)
- Pure Anal 2 (2006)
- Pure Anal 4 (2006)
- Russian Institute: Lesson 6 (2006)
- Russian Institute: Lesson 7 (2006)
- Russian Institute: Lesson 8 (2006)
- Sandy Agent Provocateur (2006)
- Sandy's Girls 4 (2006)
- Sandy's Girls 5 (2006)
- Seductive 1 (2006)
- Seductive 2 (2006)
- Seductive 5 (2006)
- Supreme Hardcore 1 (2006)
- Swallow the Cum 3 (2006)
- Swank Extreme 3 (2006)
- Swank Gang Bang 1 (2006)
- Swank Gang Bang 2 (2006)
- Swank XXX 10 (2006)
- Swank XXX 11 (2006)
- Swank XXX 6 (2006)
- Swank XXX 8 (2006)
- Swank XXX 9 (2006)
- Thassit 6 (2006)
- Thassit 7 (2006)
- Thassit 8 (2006)
- XXX Toyland 2 (2006)
- All Internal 2 (2007)
- All Internal 3 (2007)
- Anal Assassins (2007)
- Anal Empire 5 (2007)
- Ass Traffic 1 (2007)
- Ass Traffic 2 (2007)
- Big Breasted Beautiful Babes 5 (2007)
- Big Breasted Beautiful Babes 6 (2007)
- Big Breasted Beautiful Babes 7 (2007)
- Crack Her Jack 7 (2007)
- Cum On Her Chops (2007)
- Dirty Wicked Bitches 1 (2007)
- Dirty Wicked Bitches 2 (2007)
- Double Penetration 4 (2007)
- DP Fanatics 5 (2007)
- Dressed To Thrill (2007)
- Gent 11 (2007)
- Gent 8 (2007)
- Hardcore Fever 4 (2007)
- Hardcore Fever 5 (2007)
- Hardcore Fever 6 (2007)
- Hungarian Tales (2007)
- Leg Action 7 (2007)
- Prime Cups 1 (2007)
- Raul Cristian's Sperm Swap 1 (2007)
- Russian Institute: Lesson 9 (2007)
- Sordid Secrets (2007)
- Story of Sophia (2007)
- Swank XXX 13 (2007)
- Tamed Teens 1 (2007)
- Tempter 1 (2007)
- Tempter 3 (2007)
- Xmas Event (2007)
- XXX Teens 8 (2007)
- 18 Years + 1 Day 2 (2008)
- Big Butt Attack 1 (2008)
- Italian Sexy Paradise 3 (2008)
- Latina Deluxe 3 (2008)
- MILF Thing 1 (2008)
- My Euro Sex Vacation 2 (2008)
- My Girl: Sugar Baby (2008)
- Pop Swap 1 (2008)
- Swank XXX 14 (2008)
- Tamed Teens 6 (2008)
- Vizi della Notte (2008)
- Watch Your Back 2 (2008)
- Big Butt Attack 3 (2009)
- Big Butt Attack 4 (2009)
- Big Butt Attack 6 (2009)
- Cum for Cover 4 (2009)
- Cum for Cover 5 (2009)
- Cum for Cover 6 (2009)
- Dick Feasting 3 (2009)
- Scandalo on-line all'Universita (2009)
- Workers Compensation 3 (2009)
- All Internal 12 (2010)
- Anal Attack 2 (2010)
- Best of Threesomes with Big Boob Girls (2010)
- Big and Natural Tits (2010)
- Big Butt Attack 8 (2010)
- Big Butt Attack 9 (2010)
- Big Cock Crazy 2 (2010)
- Big Rack Attack 1 (2010)
- Consummate Art of Stuffing Pink Holes 2 (2010)
- D Cup 7 (2010)
- In Anal Sluts We Trust 2 (2010)
- Jizz Jugglers 1 (2010)
- Me and the Gang (2010)
- Pop In Me 3 (2010)
- Pop Swap 2 (2010)
- Pop Swap 3 (2010)
- Prime Cups 8 (2010)
- Tamed Teens 8 (2010)
- Tamed Teens 9 (2010)
- Anal Attack 3 (2011)
- Anal Attack 5 (2011)
- Anal Attack 6 (2011)
- Baby Loves A Big Dick (2011)
- Best All Internal Cumshots 2 (2011)
- Big Cock Cravings 2 (2011)
- Old Enough for Anal (2011)
- Pound It (2011)
- Sex with Lingerie Divas 1 (2011)
- Anal Attack 10 (2012)
- Anal Teens 2 (2012)
- Bangin' The Naughty Spot 2 (2012)
- Bedside Manner (2012)
- Body Beautiful (2012)
- Cotton Panties 17 (2012)
- Exploring Ur-anus (2012)
- Lick Your Ass Off My Cock (2012)
- Pornochic 23: Claire Castel (2012)
- Russian Institute: Lesson 17: Sex Lesson (2012)
- Russian Institute: Lesson 18: the Headmistress (2012)
- Secretaries To Die For (2012)
- All Internal 23 (2013)
- Big Breast Nirvana (2013)
- Dirty Masseur 5 (2013)
- Hardcore Vibes 6 (2013)
- La Bourgeoise: Decadent Desires (2013)
- Pure Anal 11 (2013)
- Snatch Hunters 1 (2013)
- Totally Loaded 3 (2013)
- Untamed Teens 3 (2013)
- Hands-On Hardcore 10 (2014)

### Regista
- Anal Empire 2 (2005)
- Thassit 1 (2005)
- Thassit 2 (2005)
- Thassit 3 (2005)
- Thassit 4 (2005)
- Thassit 5 (2005)
- Anal Empire 1 (2006)
- Anal Empire 3 (2006)
- Asscore 1 (2006)
- Asscore 2 (2006)
- Deepthroat Frenzy 2 (2006)
- Thassit 6 (2006)
- Thassit 7 (2006)
- Thassit 8 (2006)
- Anal Empire 4 (2007)
- Anal Empire 5 (2007)
- Anal Empire 6 (2007)
- Anal Hysteria (2007)
- Anal Violation 1 (2007)
- Anal Violation 2 (2007)
- Analizator 1 (2007)
- Analizator 2 (2007)
- Asscore 3 (2007)
- Asscore 4 (2007)
- Gagging Gals (2007)
- Perver City 1 (2007)
- Xmas Event (2007)
- Analizator 3 (2008)
- Asspirin 1 (2008)
- Deeep 2 (2008)
- Downward Spiral (2008)
- Oxigen O2 (2008)
- Perver City 2 (2008)
- tASStosterone (2008)
- Anal Citizens 1 (2009)
- Anal Violation 3 (2009)
- Analogical 1 (2009)
- Analogical 2 (2009)
- Assventure (2009)
- Backdoor Lovers (2009)
- Full Throat (2009)
- High PrASSure 1 (2009)
- Perver City 3 (2009)
- Taste My Lips (2009)
- Team Anal (2009)
- Anal Citizens 2 (2010)
- Ass Hunters (2010)
- ASS Mass (2010)
- Ass You Like (2010)
- Assense (2010)
- Asspirin 2 (2010)
- Assventure 2 (2010)
- Backdoor Lovers 2 (2010)
- Blondies' Butts (2010)
- Fantasstic 1 (2010)
- Fantasstic 2 (2010)
- Fantasy of an Angel (2010)
- Flowers of Passion 1 (2010)
- Flowers of Passion 2 (2010)
- High PrASSure 2 (2010)
- Natur Anal (2010)
- Private Gold 108: Cum In My Limousine (2010)
- Private Gold 111: An XXXMas Sextravaganza (2010)
- Private Specials 36: Threesome Addicted Euro Sluts (2010)
- Private Specials 41: Cum Hungry Euro Babes (2010)
- Welcum Aboard (2010)
- Adventures In Anal (2012)
- Joys Of Anal (2012)
- Private Gold 156: Share My Girlfriend (2013)
- Private Gold 160: Sweet Pussy Avenger (2013)
- Private Gold 163: Anal Connection (2013)
- Private Gold 171: The Long Dick of the Law (2014)
- Private Gold 172: Fuck Me Tender (2014)
- Private Gold 175: Porn Idol (2014)
- Private Gold 177: Anal Mansion Secrets (2014)